# Đặng Thị Linh Phượng
Đặng Thị Linh Phượng là một vận động viên cử tạ người Việt đã thi đấu tại Para Games ASEAN, vào Paralympic mùa hè.

## Tiểu sử
Đặng Thị Linh Phượng được cha mẹ đưa vào một trại trẻ mồ côi khi cô sinh ra mà không có chân. Cô được bà ngoại nhận nuôi, và được quản gia của bà ngoại nuôi dưỡng. Phượng không được gửi đến trường, nhưng được hàng xóm mua sách và được tự học ở nhà. Sau khi học xong, cô bắt đầu làm việc cho một công ty thủ công mỹ nghệ gần nhà. Cô ấy đã nâng tạ theo đề nghị của một đồng nghiệp. Phượng ban đầu thấy khó khăn, nhưng kiên trì và được chọn để thi đấu trong lễ hội thể thao khuyết tật của thành phố.
Phượng được chọn là một phần của đội tuyển Việt Nam thi đấu cho Paralympic mùa hè 2016 tại Rio de Janeiro, Brazil, trong bộ môn cử tạ. Lần nâng đầu tiên của cô là 98 kilôgam (216 lb)  được theo sau bởi một quả tạ thứ hai nặng102 kilôgam (225 lb) mà cô đặt. Tuy nhiên, cô đã thất bại trong việc nâng quả tạ 104 kilôgam (229 lb) và kết thúc ở vị trí thứ ba sau Soloviova Lidiia của Ukraine với mức tăng kỷ lục Paralympic là 107 kilôgam (236 lb) và Ahmed Rehab của Ai Cập. Nhờ thành công của mình, cô được Bộ trưởng Bộ Văn hóa, Thể thao và Du lịch Việt Nam, Nguyễn Ngọc Thiện trao tặng 20 triệu đồng.
Tại ASEAN Para Games 2017, cô đã phá kỷ lục ở hạng mục 50 kg khi nâng 100 kilôgam (220 lb), phá vỡ kỷ lục trước đó của cô là 93 kilôgam (205 lb) và đã giành huy chương vàng.